# 胺甲酸
胺甲酸也稱為氨基甲酸，化學式是NH2COOH，可看做是甲酸上的一個氫被胺基取代。有許多胺甲酸的衍生物，多半都是不穩定的，會轉換為胺類及二氧化碳胺甲酸的酯為氨基甲酸酯。
氨基甲酸可以由氨 NH3和二氧化碳 CO2在非常低的温度下反应而成，反应也会产生等量的氨基甲酸铵。氨基甲酸在250 K （−23 °C）以上不稳定，会分解成氨和二氧化碳。氨基甲酸固体以二聚体存在，两个分子间的羧基 -COOH以氢键产生偶合。
胺甲酸同时有氨基和羧基，因此是一种氨基酸。 不过，由于它的氮原子直接和羧基连接（没有碳链分开），使得它和其它氨基酸的性质非常不同。甘氨酸通常被认为是最简单的氨基酸。碳原子中有连接羟基，也把胺甲酸从酰胺类排除。

## 结构
氨基甲酸是平面型分子。
氨基甲酸的H2N–基团和其它胺不同，不能被质子化成铵基 H3N+–。它的两性离子形式 H3N+–COO−非常不稳定，会立刻分解成二氧化碳和氨气。然而，有报道称在用高能质子辐照的冰中检测到了这种两性离子。

## 用途
胺甲酸是制備尿素中的中間產物，是氨和二氧化碳反應時產生的
CO2  +  NH3 → H2N-CO2H
H2N-CO2H  +  NH3   →  CO(NH2)2  +  H2O
胺甲酸轉移酶（Carbamoyltransferases）屬於轉移酶，EC編號 2.1.3。